# Napeanthus
Napeanthus Gardn., 1843 è un genere di piante angiosperme appartenente alla famiglia Gesneriaceae.  È l'unico genere della tribù Napeantheae Wiehler, 1983.

## Etimologia
Il nome del genere deriva da due parole greche: "ναπος - napos" ( = valle selvosa, boscaglia, foresta) e "ανθος - anthos" ( = fiore) ed è stato definito scientificamente per la prima volta dal botanico e naturalista scozzese George Gardner (1810, Ardentinny - 1849, Kandy) nella pubblicazione "The London journal of botany - 2: 13." del 1843, mentre la tribù è stata definita dal botanico contemporaneo Hans Joachim Wiehler (1930-2003) nella pubblicazione "Selbyana - 6(1–4): 151" del 1983.

## Descrizione

### Portamento
Le specie di questo genere sono delle erbe terrestri senza organi di riserva sotterranei. I fusti hanno dei nodi unilacunari e possono avere un portamento decombente o essere più o meno assenti (specie acauli).

### Foglie
Le foglie lungo il caule sono disposte in modo opposto. Alla base possono formare delle rosette o essere disposte a ciuffi. La forma della lamina è da lineare-lanceolata a oblungo-spatulata con margini interi o crenato-seghettati specialmente verso l'apice. Sono subisofille con piccioli corti o mancanti (foglie sessili). La consistenza è facilmente coriacea, oppure membranosa o papiracea. Le cellule dell'epidermide abassiale hanno pareti laterali diritte e stomi raccolti in gruppi.

### Infiorescenze
Le infiorescenze sono ascellari e di tipo cimoso-subcorimbose provviste di bratteole. I fiori, spesso resupinati (ruotati), sono solitari o molti e sono peduncolati.

### Fiori
I fiori sono ermafroditi, zigomorfi (a parte il calice attinomorfo di alcune specie) e tetraciclici (ossia formati da 4 verticilli: calice– corolla – androceo – gineceo) e più o meno pentameri (ogni verticillo ha 5 elementi).
- Formula fiorale:

* K (5), [C (2 + 3), A (2 + 2 + 1)], G (2), supero/infero, capsula/bacca.
- Il calice, gamosepalo (i sepali sono connati dalla base fino a metà), è composto da 5 denti. La forma è campanulata. Il calice è persistente.

- La corolla, gamopetala, è composta da 5 petali connati con forme più o meno campanulate, talvolta rigonfie o tubulari. L'apice può essere debolmente o regolarmente bilabiato con lobi patenti e smarginati all'apice. I colori variano dal bianco al blu, rosa o lilla.

- L'androceo è formato da 5 stami, oppure 4 didinami e uno staminoide. L'inserzione è sempre alla base della corolla. Le antere sono libere con forme orbicolari o oblunghe. Le teche sono confluenti all'apice ed hanno una deiscenza longitudinale. Il nettario è assente.

- Il gineceo ha un ovario supero, bicarpellare e uniloculare. In genere la forma è globosa o ovoide. Lo stilo è unico con stigma più o meno bifido.

### Frutti
I frutti sono delle capsule secche con deiscenza loculicida, oppure loculicida più setticida per 2 o 4 valve (le valve non sono persistenti dopo la deiscenza). Le forme dei frutti sono oblunghe, ovoidi o globose. Le capsule sono incluse nel calice persistente. I semi sono numerosi.

## Biologia
Le specie di questo raggruppamento si riproducono per limpollinazione tramite insetti (impollinazione entomogama).
La dispersione dei semi avviene inizialmente a causa del vento (dispersione anemocora); una volta caduti a terra sono dispersi soprattutto da insetti tipo formiche (mirmecoria).

## Distribuzione e habitat
La distribuzione delle specie di questo genere è neotropicale con habitat tropicali o subtropicali.

## Tassonomia
La famiglia Gesneriaceae comprende 152 generi con circa 3500 specie, distribuite soprattutto nell'area tropicale e subtropicale tra il Vecchio e Nuovo Mondo La famiglia è suddivisa in tre sottofamiglie. Il genere Napeanthus è descritto all'interno della tribù Napeantheae (del quale è l'unico genere) che appartiene alla sottofamiglia Gesnerioideae.

### Filogenesi
Da studi molecolari di tipo filogenetico del DNA risulta che la tribù Napeantheae è strettamente lagata alla tribù Beslerieae, e insieme queste due tribù formano un clade che è "gruppo fratello" del resto della sottofamiglia Gesnerioideae.

### Specie
Il genere comprende le seguenti specie:
- Napeanthus andinus Rusby ex Donn. Sm., 1895
- Napeanthus angustifolius Feuillet & L.E.Skog, 2003
- Napeanthus apodemus  Donn.Sm., 1895
- Napeanthus bracteatus  C.V.Morton, 1944
- Napeanthus ecuadorensis  Fritsch, 1925
- Napeanthus jelskii  Fritsch, 1925
- Napeanthus loretensis  L.E. Skog, 1974
- Napeanthus macrostoma  Leeuwenb., 1964
- Napeanthus primulifolius  (Raddi) Sandwith, 1956
- Napeanthus primulinus  (H.Karst.) Benth. & Hook.f. ex B.D.Jacks., 1894
- Napeanthus reitzii  (L.B. Sm.) Burtt ex Leeuwenb, 1958
- Napeanthus rigidus  Rusby, 1896
- Napeanthus riparius  Philipson, 1956
- Napeanthus robustus  Fritsch, 1925
- Napeanthus rupicola  Feuillet & L.E. Skog, 2002
- Napeanthus spathulatus  Leeuwenb., 1971
- Napeanthus subacaulis  (Griseb.) Benth. & Hook.f. ex Kuntze, 1891